# Bjarne Kraushaar
Bjarne Kraushaar (Gießen, 12 giugno 1999) è un cestista tedesco.